# Virginidad perpetua de María

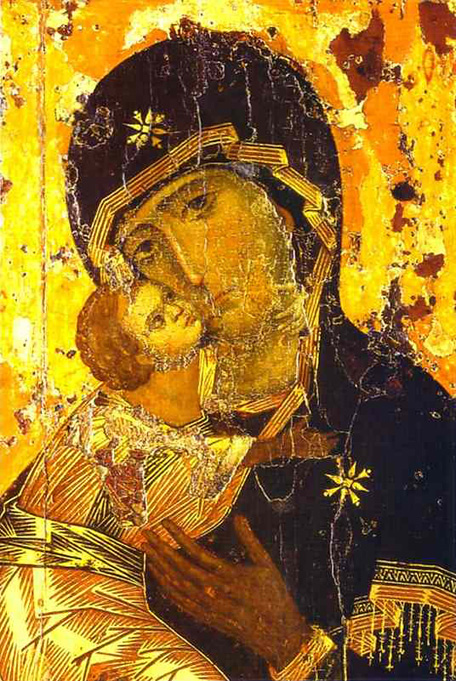
Detalle del
icono de la Virgen de Vladimir eleúsa de la Siempre Virgen María. En el título Aeiparthenos (Siempre Virgen) se usa ampliamente en la liturgia de la iglesia ortodoxa oriental, y los íconos la muestran con tres estrellas, en los hombros y la frente, qu e simbolizan su triple virginidad.

La Virginidad perpetua de María es la doctrina de que María, la madre de Jesucristo, fue virgen ante partum, in partu, et post partum, antes, durante y después del nacimiento de Cristo. Es uno de los cuatro dogmas marianos de la Iglesia católica, y es sostenido también por las Iglesias Ortodoxas Orientales en el cristianismo oriental y por algunos luteranos y anglicanos en cristianismo occidental.
La virginidad ante-partum de María se basa en el versículos del Evangelio de Mateo y del Evangelio de Lucas. Según algunos exegetas, ningún pasaje del Nuevo Testamento menciona su virginidad durante y después del nacimiento. Las epístolas paulinas, los cuatro evangelios canónicos y los Hechos de los Apóstoles mencionan a los hermanos de Jesús (adelphoi). La Iglesia católica, siguiendo a Jerónimo, explica que los hermanos de Jesús eran en realidad sus primos e hijos de María de Cleofás, hermana de la virgen María; mientras que la Iglesia Ortodoxa Oriental, siguiendo a Eusebio y Epifanio, argumenta que eran hijos de José de un matrimonio anterior y por tanto hermanastros de Jesús. Anglicanos, luteranos y metodistas están de acuerdo con este punto de vista.
La doctrina de la virginidad de María fue establecida en el Concilio de Éfeso en 431 y el Concilio de Letrán de 649 enfatizó su triple carácter antes, durante y después del nacimiento de Cristo.
Los primeros líderes protestantes, incluido el reformador Martín Lutero, el teólogo reformado Huldrych Zwingli,  y John Wesley , uno de los fundadores del metodismo, creían en la virginidad perpetua de María.

## Doctrina

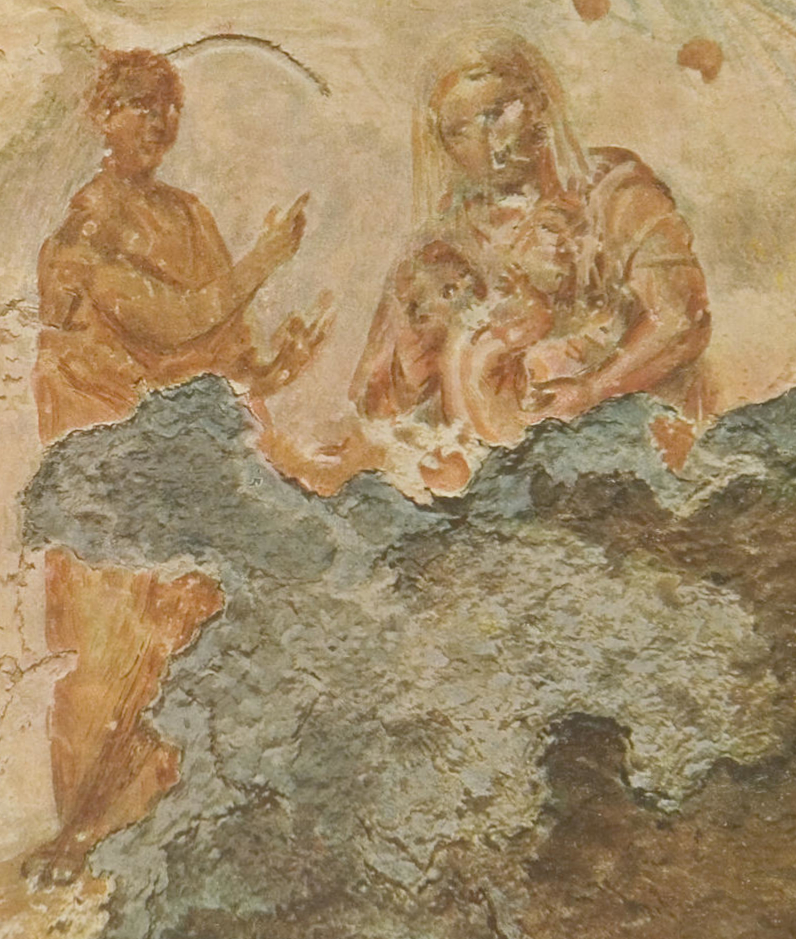
Imagen de María que la representa amamantando a Jesús., Catacumbas de Priscila, Roma.

Tanto la Iglesia católica occidental como la ortodoxa oriental reconocen a María como «Aeiparthenos», que significa «siempre virgen».La iglesia, desde la Antigüedad, afirma en el Credo de los Apóstoles que Jesús fue «concebido por el Espíritu Santo, nacido de la Virgen María». 
El papa Martín I precisó y extendió el dogma en el concilio de Letrán (649), afirmando que el parto de Jesús no causó ninguna lesión física al himen de María y que María continuó siendo virgen hasta el final de su vida terrenal, sin tener relaciones sexuales con su marido ni dar a luz a más hijos.

La bendita siempre virginal e inmaculada María concibió, sin semilla, por el Espíritu Santo, y sin pérdida de integridad le dio a luz, y después de su nacimiento conservó su virginidad inviolada.

En la Edad Media, Tomás de Aquino reconoció que la razón no podía probar la virginidad perpetua, pero que debía ser aceptado porque era «adecuado», ya que como Jesús era el hijo unigénito de Dios, también debería ser el hijo unigénito de María, ya que una segunda y pura concepción humana no respetaría el estado sagrado de su santo vientre.
Hoy día, la virginidad perpetua de María antes, durante y después del nacimiento de Jesús es uno de los cuatro dogmas marianos de la Iglesia católica, lo que significa que se considera una verdad divinamente revelada, cuya negación es una herejía, —los otros tres son su papel como Theotokos (madre de Dios), su Inmaculada Concepción y su Asunción corporal al cielo.
Simbólicamente, la virginidad perpetua de María ha sido interpretada como una nueva creación y un nuevo comienzo en la historia de la salvación, por ejemplo por el Concilio Vaticano II:

Esta unión de la madre con el Hijo en la obra de la salvación, se manifiesta desde el momento de la concepción virginal de Cristo... luego también en el nacimiento de Nuestro Señor, que no disminuyó la integridad virginal de su madre sino que la santificó...
Lumen Gentium, n.º 57.

## Historia

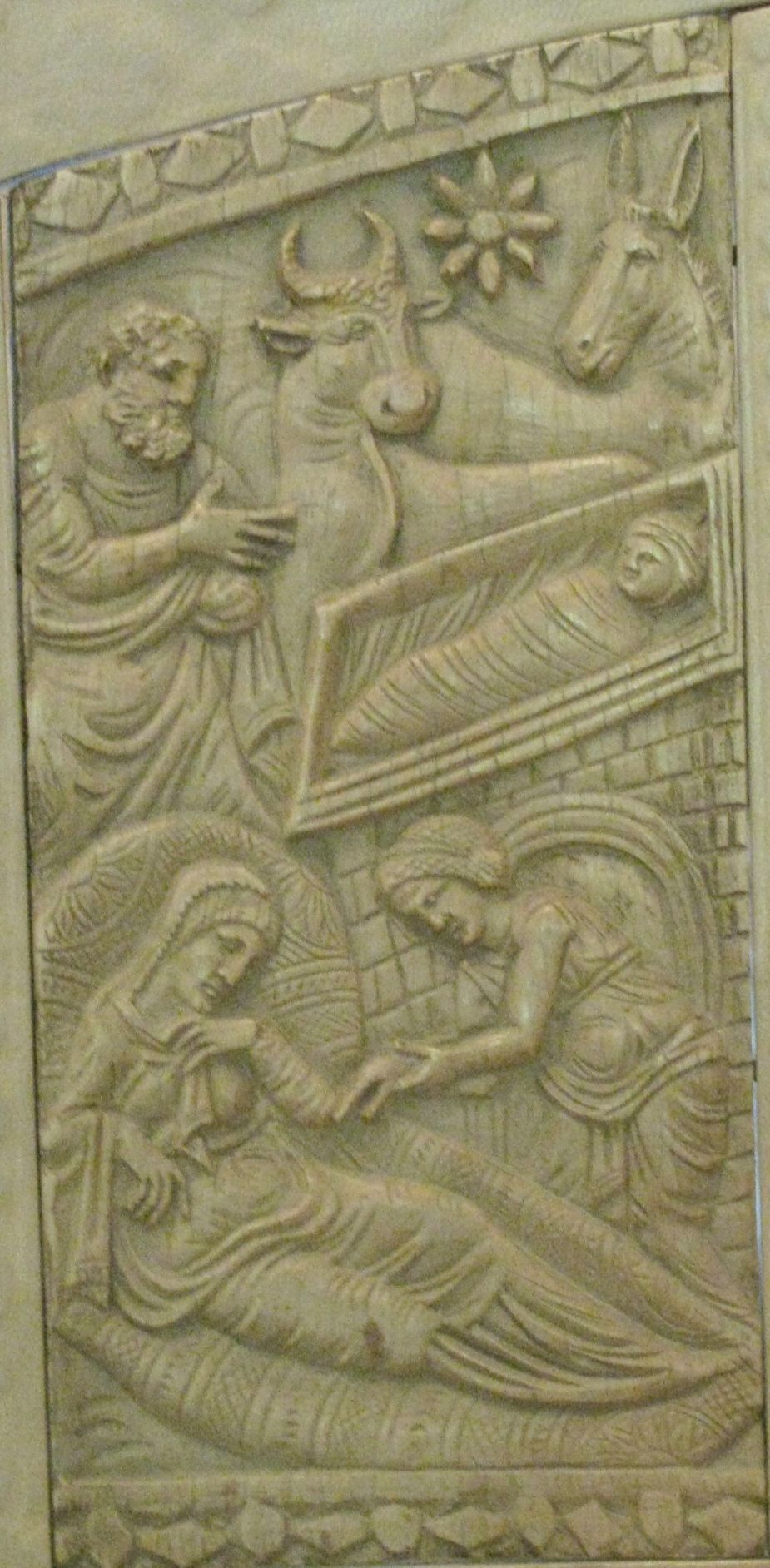
La partera prueba la virginidad de María después del nacimiento de Cristo, como se relata en el Protoevangelio de Santiago.

### En elsigloII
Se desconoce el origen exacto de la tradición de la virginidad perpetua de María. La virginidad de María, pre o posnatal, parece haber atraído poca atención teológica antes de finales del siglo II; Ignacio de Antioquía (c. 35-108 d. C.), por ejemplo, la discute solamente para argumentar la realidad del nacimiento humano de Jesús en contra de los docetistas que le negaban toda humanidad.
La doctrina de la virginidad ante partum se basa en un versículo del Evangelio de Mateo (Mt 1:23) que se refiere a una profecía de Isaías:

Ved que la virgen [en el griego original parthenos] concebirá y dará a luz un hijo...

Sin embargo, el texto original de Isaías  (Isaías 7:14) en hebreo no dice "virgen" sino "mujer joven":

El Señor, pues, les dará esta señal: La joven [en el hebreo original alma] está embarazada y da a luz un varón...

La idea de la virginidad in partu de María aparece por primera vez en un texto cristiano no canónico de finales del siglo II llamado el Protoevangelio de Santiago, que es «la fuente última de casi toda la doctrina mariana posterior». En este relato María sigue siendo virgen de por vida, José es un anciano que se casa con ella sin deseo físico, y los hermanos de Jesús se explican como los hijos de José por un matrimonio anterior. El nacimiento de Jesús tiene lugar en una cueva cerca de Belén, y el recién nacido Jesús simplemente aparece de una nube y una luz cegadora y toma el pecho de su madre. Dos parteras están presentes fuera de la cueva, una sin nombre que cree y la otra, Salomé, que se atrevió a verificar con su dedo la vagina de la madre de Jesús:

La partera salió de la cueva [en la que tuvo lugar el nacimiento], y Salomé la encontró. Y ella le dijo: «Salomé, Salomé, tengo una nueva visión que decirte: una virgen ha dado a luz, algo que su naturaleza no le permite». Y Salomé dijo: «Como vive el Señor mi Dios, si no pongo mi dedo y compruebo su estado, no creeré que una virgen ha dado a luz». Y Salomé entró y se preparó para probar su estado. Y gritó diciendo: «He tentado al Dios vivo...» (Protoevangelio de Santiago, 19:3-20, citado en Brown, 1978).

La mano de Salomé se secó, según el Protoevangelio, pero le ruega a Dios que la perdone y aparece un ángel y le dice que vuelva a tocar al Niño Jesús, con lo cual su mano fue restaurada. Este episodio cumple la misma función de catequesis que «la duda de Tomás» en el Evangelio de Juan.
El Protoevangelio deriva de los escritos de la comunidad protoortodoxa. Esto trabajo tuvo una amplia difusión, gracias al crecimiento del ascetismo y su énfasis en el celibato. Se distribuyó ampliamente y parece haber formado la base de las historias de María en el islam.Según el teólogo protestante Richard Bauckham, sin embargo, la misma creencia se encontra de forma independiente en otras obras del siglo II como el Evangelio de Pedro y el Evangelio de la Infancia de Tomás.El autor del Segundo Apocalipsis de Santiago afirma que Santiago, "el hermano del Señor", era hijo de un hombre llamado "Teudas", también descrito como "hermano" de Jesús.

### Establecimiento de la ortodoxia en los siglosIIIyIV
En el siglo III, Hipólito sostenía que María era "siempre virgen", y Orígenes fue un influyente defensor de la doctrina. Hacia el siglo IV la difusión del monacato había promovido el celibato como el estado cristiano ideal, y se estableció una jerarquía moral con el matrimonio ocupando el tercer rango por debajo de la virginidad y la viudez de toda la vida. Alrededor del año 380 Helvidio objetó la devaluación del matrimonio inherente a este punto de vista y argumentó que los dos estados, el de la virginidad y el del matrimonio, eran iguales; pero su contemporáneo Jerónimo, al darse cuenta de que esto llevaría a que la Madre de Dios ocupara un lugar en el cielo más bajo que las vírgenes y las viudas, defendió su virginidad perpetua en sus inmensas obras La Perpetua Virginidad de María y Contra Joviniano emitida c. 383.
El único intelectual cristiano importante que defendió la virginidad de María in partu fue Ambrosio, arzobispo de Milán, quien fue el principal blanco de la acusación de maniqueísmo. Para Ambrosio, tanto el nacimiento físico de Jesús por María como el nacimiento bautismal de cristianos por la Iglesia tenían que ser totalmente virginales, incluso in partu, para anular la mancha del pecado original, del que los dolores de parto son el signo físico. Se debe a Ambrosio que la virginitas in partu se afianzase en el pensamiento de los teólogos posteriores.
Joviniano rechazaba la virginidad durante el parto. El punto de vista de Joviniano fue rechazado en un Sínodo de Milán celebrado bajo la presidencia de Ambrosio en 390, después de lo cual se estableció la virginidad perpetua de María como el único punto de vista ortodoxo. El Concilio de Éfeso en el 431 estableció un consenso general completo sobre el tema, en el año 553 el Concilio de Constantinopla II le dio a María el título de «Aeiparthenones», que significa Virgen Perpetua, y en el Concilio de Letrán de 649 el papa Martín I enfatizó su triple carácter, antes, durante y después del nacimiento de Cristo.

### En el Islam
El Corán afirma que María concibió a Jesús por intercesión divina, sin tener relaciones sexuales con ningún hombre.
Por el contrario, no dice nada sobre la virginidad durante el parto ni después del parto.

### Reforma protestante

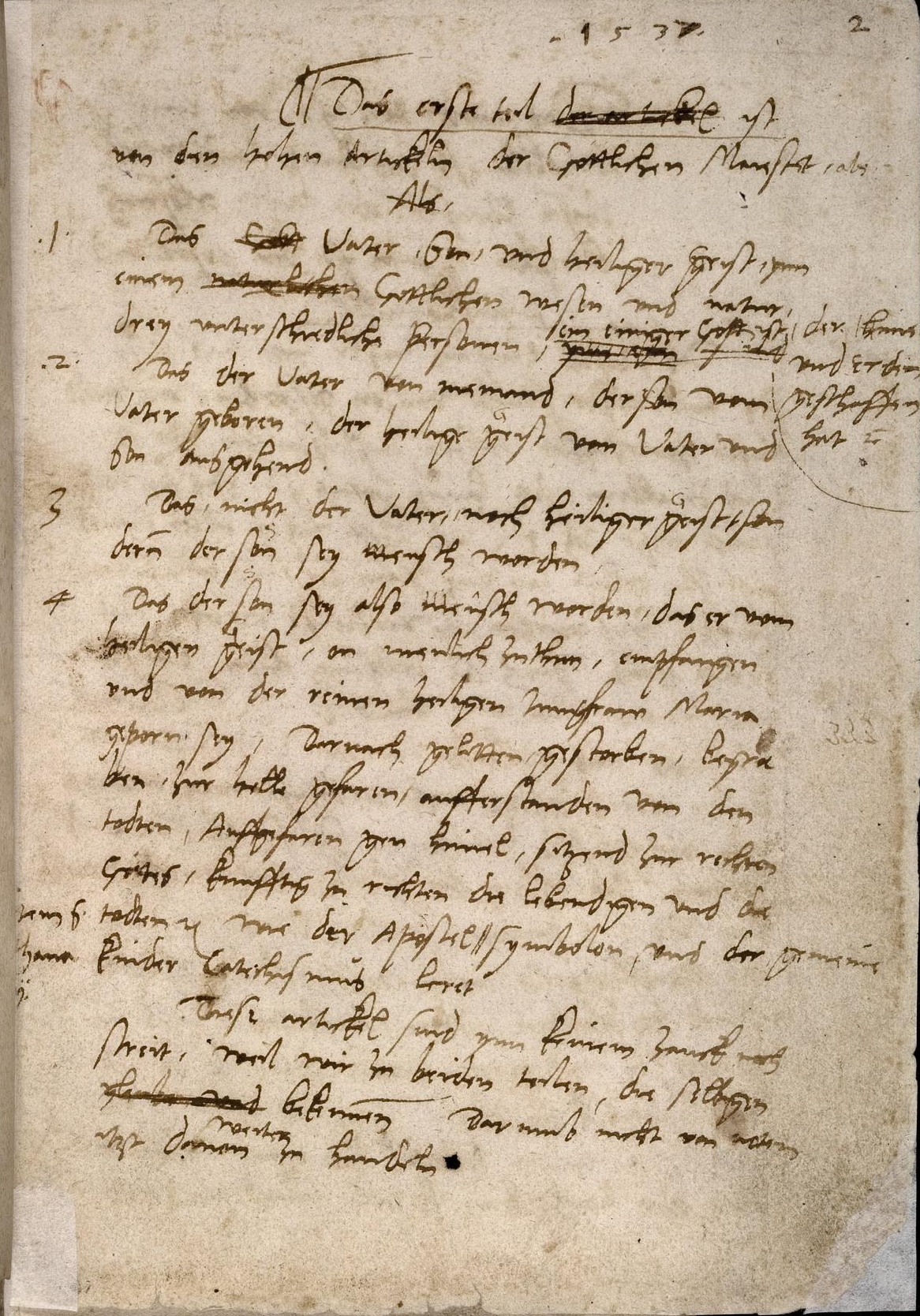
Los Artículos de Esmalcalda, Schmalkaldische Artikel, UB Heidelberg, Cod. Pal. germ. 423.

La Reforma Protestante trajo la idea de la Biblia como fuente fundamental de autoridad con respecto a la palabra de Dios (sola scriptura), y los reformadores señalaron que, si bien las sagradas escrituras requerían explícitamente la creencia en el nacimiento virginal, solamente permitían la aceptación de la virginidad perpetua. La doctrina fue apoyada por Martín Lutero —que la incluyó en los Artículos de Esmalcalda, una confesión luterana de fe escrita en 1537—, así como por Ulrico Zuinglio, Juan Calvino y más tarde John Wesley, el cofundador del metodismo. Estos reformadores moderados estaban bajo la presión de otros más radicales que ellos, que consideraban que Jesús no era más que un profeta. La virginidad perpetua de María se convirtió así en una garantía de la Encarnación, a pesar de sus inestables fundamentos bíblicos.

## Argumentos y debates

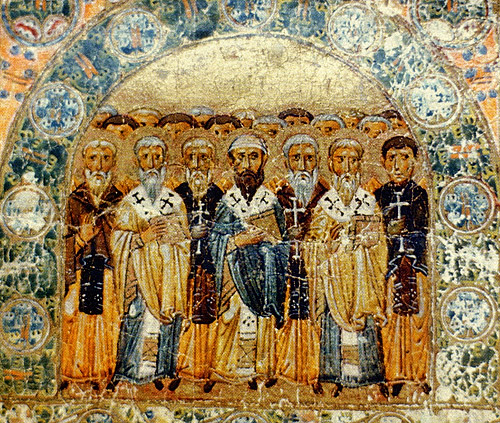
Los Padres de la Iglesia en una representación pictórica del en Kiev.

El Nuevo Testamento solo menciona la virginidad de María en el citado versículo del Evangelio de Mateo, con base a la traducción errónea de una palabra al griego, y únicamente antes de la concepción de Jesús. Otro problema que enfrentan los teólogos que defienden la virginidad perpetua es que las epístolas paulinas, los cuatro evangelios canónicos y los Hechos de los Apóstoles, todos mencionan a los hermanos (adelphoi) de Jesús.
Epifanio de Salamina y el Protoevangelio de Santiago defienden que los «hermanos de Jesús» eran hijos de José de Nazaret de un matrimonio anterior; la cual sigue siendo la opinión de las iglesias cristianas ortodoxas. Jerónimo, por su parte, opinaba que estos "adelphoi" eran en realidad hijos de María, la madre de Santiago y José (Marcos 15:40), a quien él identificaba con la esposa de Cleofás y hermana de la virgen María (Juan 19:25).Esta es la opinión actual de la Iglesia católica. 
Otras contradicciones aparentes de la virginidad perpetua se encuentran en Lucas 2:7, que llama a Jesús el «primogénito» hijo de María, y en Mateo 1:25, que afirma que José no «conoció» —tuvo relaciones sexuales con— a su esposa «hasta que ella dio a luz a su hijo primogénito». Helvidio argumentó que primogénito implica nacimientos posteriores, y que la palabra «hasta» dejaba abierta la vía a las relaciones sexuales después del nacimiento. Los apologistas católicos sostienen que la locución "hasta que" de Mateo 1:25 es solo una expresión idiomática utilizada para enfatizar que en el momento de la concepción y nacimiento de Jesús José no había tenido relaciones con María, y que Lucas 2:6 podía referirse a Jesús como «primogénito» simplemente porque él, siendo hijo único, no había tenido ningún hermano previo a sí mismo. Las opiniones sobre la calidad de este tipo de refutación van desde la opinión de que es magistral y bien argumentada hasta escasa, retórica y a veces insípida de mal gusto.
Otros dos Padres de la Iglesia del siglo IV, Gregorio de Nisa y Agustín de Hipona, avanzaron un argumento adicional leyendo Lucas 1:34 como un voto de virginidad perpetua por parte de María; la idea, introducida por primera vez en el Protovangelio de Santiago, tiene poco apoyo académico hoy en día. Sin embargo, este argumento, y los avanzados por Jerónimo y Ambrosio de Milán, fueron presentados por el papa Juan Pablo II como los cuatro hechos que apoyan la fe actual de la Iglesia católica en la virginidad perpetua de María:

... No hay razones para pensar que entonces se modificó la voluntad de permanecer virgen, que María expresó en el momento de la Anunciación Lucas 1:34. Además, el significado inmediato de las palabras «Mujer, he aquí tu hijo»... «He aquí a tu madre» Juan 19:26, que Jesús dirigió desde la cruz a María y a su discípulo favorito, implica que María no tuvo otros hijos. La palabra «primogénito» significa literalmente «un hijo no precedido por otro», y, en sí misma, no hace referencia a la existencia de otros hijos. ...La frase «hermanos de Jesús» indica «los hijos» de una María que fue discípula de Cristo Mateo 27:56 y que se describe significativamente como «la otra María» Mateo 28:1. «Son parientes cercanos de Jesús, según una expresión del Antiguo Testamento».